# Disco Boy

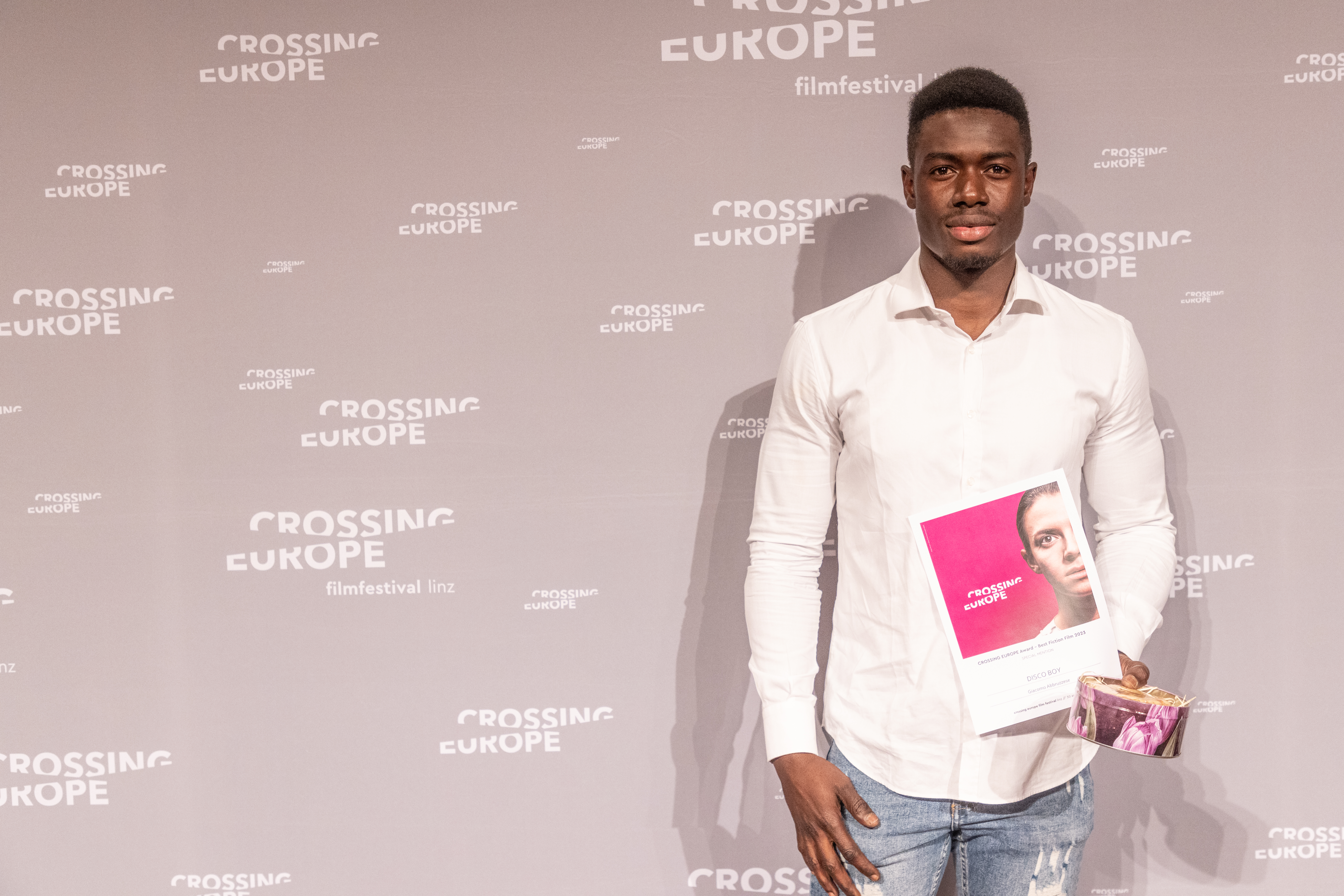
Fotografia de Morr Ndiaye, protagonista de la pel·lícula.

Disco Boy és una pel·lícula dramàtica de coproducció europea del 2023 dirigida per Giacomo Abbruzzese en el seu primer llargmetratge i protagonitzada per Franz Rogowski com a Aleksei. La pel·lícula representa les històries entrellaçades de l'Aleksei, membre de la Legió estrangera francesa; i d'en Jomo, un guerriller en un poble del delta del Níger. Va ser seleccionada per competir per l'Os d'Or al 73è Festival Internacional de Cinema de Berlín, on es va exhibir el 19 de febrer de 2023. Abbruzzese va ser nominat al premi GWFF al millor llargmetratge del festival. Es va estrenar als cinemes francesos el 3 de maig de 2023. S'ha doblat i subtitulat al català.

## Repartiment
- Franz Rogowski com a Aleksei
- Morr Ndiaye com a Jomo
- Laetitia Ky com a Udoka
- Leon Lučev com a Paul
- Matteo Olivetti com a Francesco
- Robert Więckiewicz com a Gavril
- Michał Balicki com a Mikhail